# Arbuthnott
Arbuthnott, schottisch-gälisch: Obar Bhuadhnait, ist eine schottische Ortschaft in der Council Area Aberdeenshire. Sie liegt in der Region Kincardine and Mearns in der traditionellen Grafschaft Kincardineshire etwa zehn Kilometer südwestlich von Stonehaven und 14 km nordöstlich von Montrose. Am Südrand passiert das Bervie Water Arbuthnott, das drei Kilometer südöstlich in Inverbervie in die Nordsee mündet.

## Geschichte
Auf einem Hügel nördlich der Ortschaft finden sich die Reste des steinzeitlichen Hillhead Cairns. Die ältesten Fragmente der Pfarrkirche von Arbuthnott stammen aus dem 13. Jahrhundert. Das später erweiterte Gebäude ist heute als Denkmal der höchsten schottischen Denkmalkategorie A klassifiziert. Der Geistliche James Sibbald verfasste dort das Messbuch Missal of Arbuthnott. Am Westrand der Ortschaft befindet sich das denkmalgeschützte Herrenhaus Arbuthnott House. In Arbuthnott befindet sich ein Museum, das sich mit dem Leben des regionalen Schriftstellers Lewis Grassic Gibbon (James Leslie Mitchell) beschäftigt.

## Verkehr
Durch Arbuthnott verläuft die B967. Sie bindet die Ortschaft an die jeweils rund vier Kilometer westlich beziehungsweise östlich verlaufenden Fernstraßen A90 (Dundee–Fraserburgh) und A92 (Dunfermline–Stonehaven) an.